# Ram Power
Ram Power è un'emittente radiofonica privata locale del gruppo RDS Radio Dimensione Suono.

## L'emittente
Ha sede a Roma negli studi del gruppo a cui fa capo. Non ha conduttori e trasmette musica 24 ore su 24, alternando successi del momento a classici del passato. Dalle 8 alle 12 e dalle 16 alle 20 vengono mandati in onda aggiornamenti sul traffico a cura della Sala Radio della Polizia Municipale di Roma, e dalle 6 alle 11 e dalle 16 alle 20, ogni ora, vengono diffuse informazioni meteo relative a Roma e al Lazio.

## Copertura
Trasmette a Roma e provincia sulla frequenza FM 102.7 MHz, e in streaming tramite il sito ufficiale dell'emittente.